# WTA Finals 2021
Le WTA Finals 2021 (conosciute anche come Akron WTA Finals Guadalajara per motivi di sponsorizzazione) sono state un torneo di tennis giocato a Guadalajara dal 10 al 17 novembre. Il torneo si è disputato al Panamerican Tennis Center. Il Master femminile, dotato di un montepremi di 5.000.000 dollari, ha visto in campo le migliori otto giocatrici di singolare della stagione e le migliori otto coppie di doppio della stagione divise in due gironi (con la formula del round robin).

## Qualificate

### Singolare
| #   | Giocatrice         | Punti | Data qualificazione |
| --- | ------------------ | ----- | ------------------- |
| inj | Ashleigh Barty     | 6 411 | 20 settembre        |
| 1   | Aryna Sabalenka    | 4 768 | 20 settembre        |
| 2   | Barbora Krejčíková | 4 518 | 20 settembre        |
| 3   | Karolína Plíšková  | 4 036 | 4 ottobre           |
| 4   | Maria Sakkarī      | 3 341 | 21 ottobre          |
| 5   | Iga Świątek        | 3 226 | 25 ottobre          |
| 6   | Garbiñe Muguruza   | 3 195 | 25 ottobre          |
| 7   | Paula Badosa       | 3 112 | 25 ottobre          |
| 8   | Anett Kontaveit    | 3 096 | 31 ottobre          |

Il 20 settembre, Ashleigh Barty, Aryna Sabalenka e Barbora Krejčíková si qualificano per le Finals.

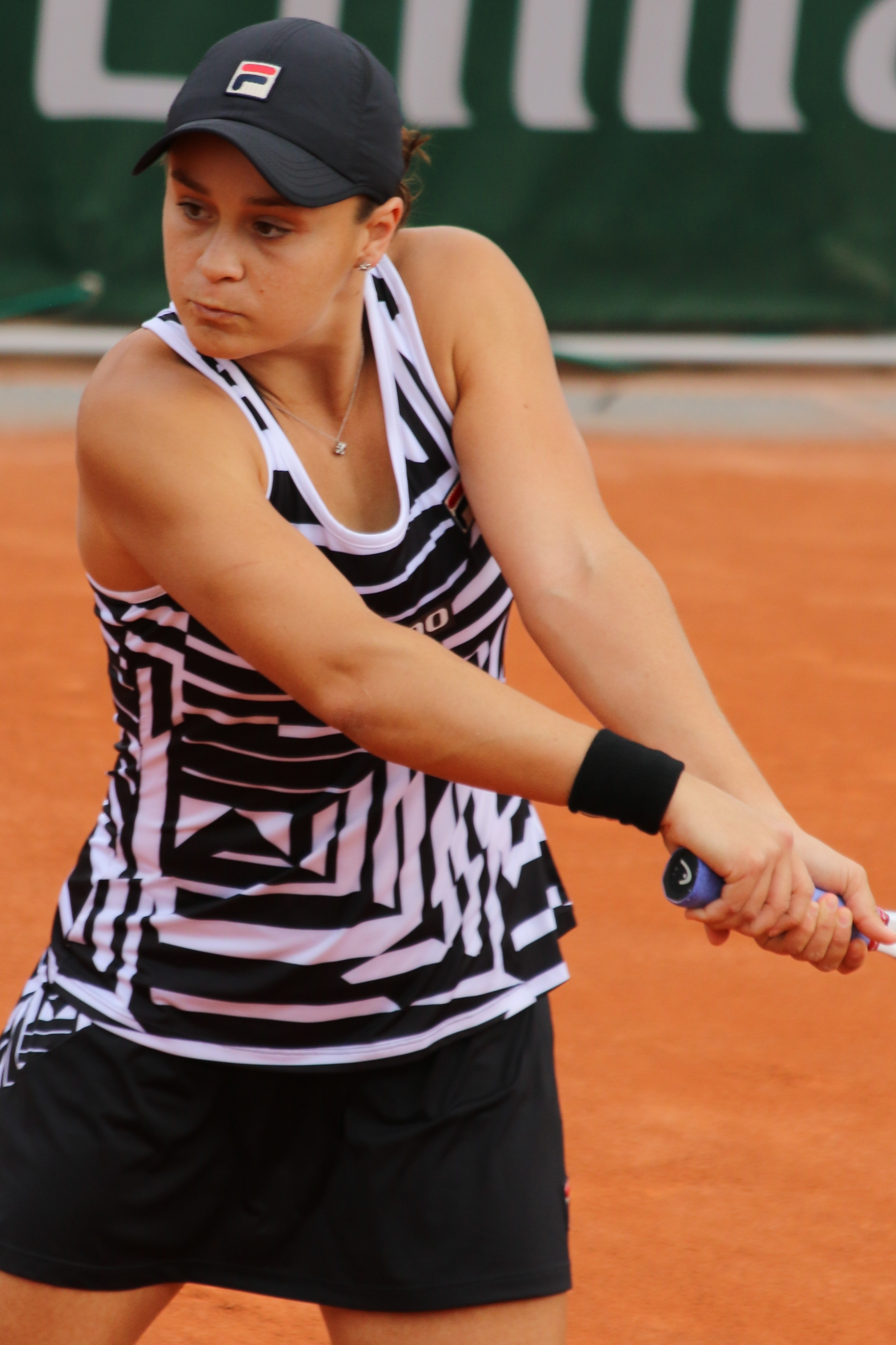
Ashleigh Barty ha vinto il suo secondo Slam a Wimbledon 2021 e altri quattro titoli

Ashleigh Barty ha iniziato il 2021 battendo Garbiñe Muguruza nella finale del Yarra Valley Classic, il primo evento in Australia da 11 mesi. Dopo la sconfitta contro Karolína Muchová nei quarti dell'Australian Open, Barty ha difeso il suo titolo al Miami Open, vinto Stoccarda, e ha raggiunto la finale a Madrid, perdendo solo contro Aryna Sabalenka e Paula Badosa in questo periodo.
Un infortunio la ha costretta al ritiro dagli Internazionali d'Italia e dal Roland Garros, ma a Wimbledon l'australiana è tornata vincendo il torneo, battendo Karolína Plíšková nella finale. Barty è uscita a sorpresa al primo turno alle Olimpiadi e ha vinto il titolo a Cincinnati. Allo US Open, Barty ha perso contro Shelby Rogers nel terzo turno.
Il 23 ottobre, Barty annuncia il ritiro dalle WTA Finals, giustificandolo con la difficoltà a stare otto mesi consecutivi lontana da casa.

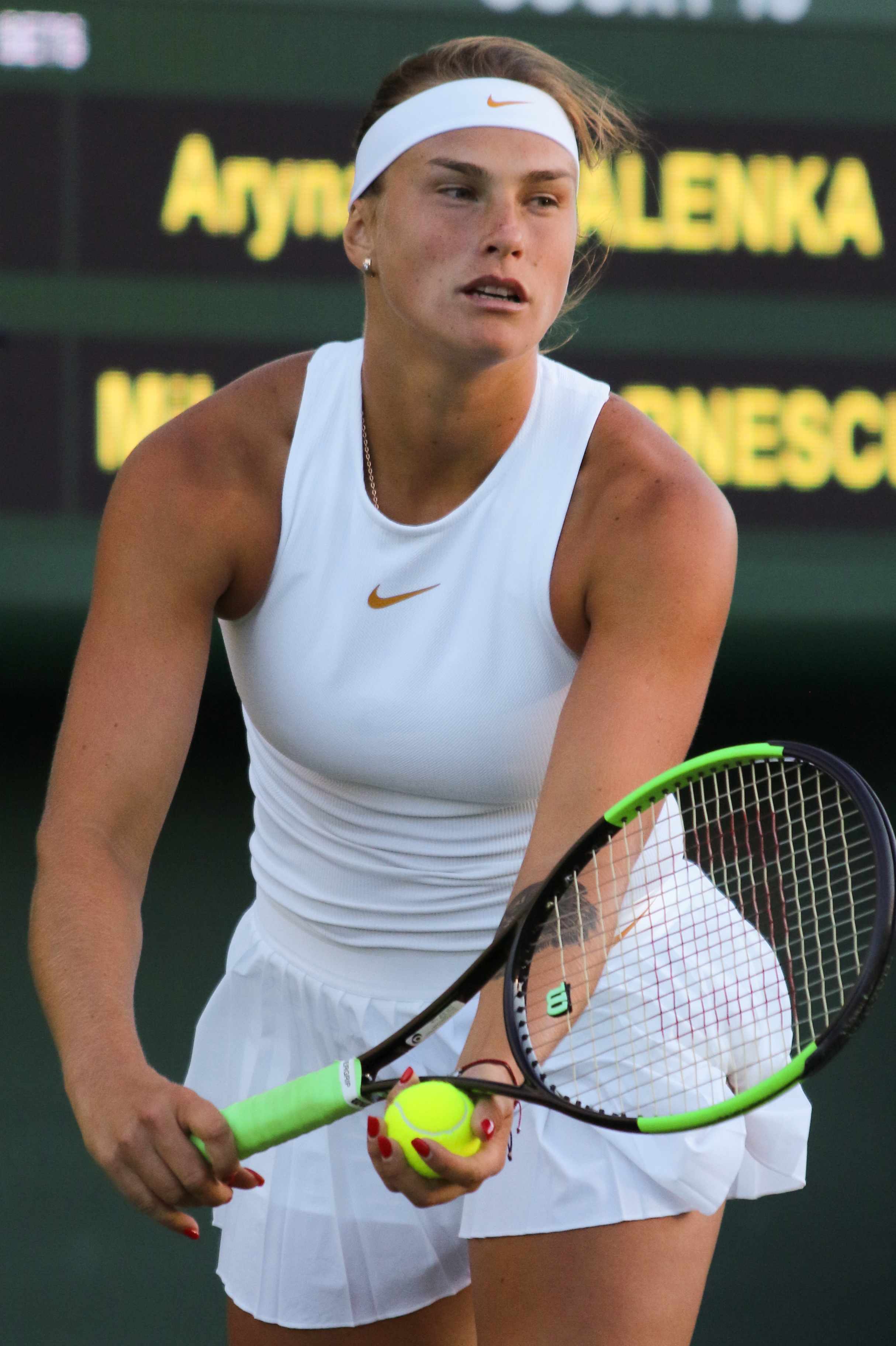
Aryna Sabalenka ha disputato due semifinali Slam e vinto due titoli

Aryna Sabalenka ha vinto il primo torneo dell'anno ad Abu Dhabi. Successivamente ha perso in tre set contro: Serena Williams nel quarto turno degli Australian Open, Muguruza a Doha e Dubai e Barty a Miami e in finale a Stoccarda. Sabalenka si è vendicata contro la Barty nella finale di Madrid per vincere il titolo più importante della carriera. Sabalenka ha successivamente perso nel terzo turno del Roland Garros contro la futura finalista Anastasia Pavlyuchenkova. ha raggiunto la prima semifinale slam a Wimbledon, perdendo in tre set contro Plíšková. Sabalenka ha perso nel secondo turno delle Olympiadi e nell'estate americana ha raggiunto le semifinali a Montréal e allo US Open perdendo contro Plíšková e Fernandez rispettivamente.

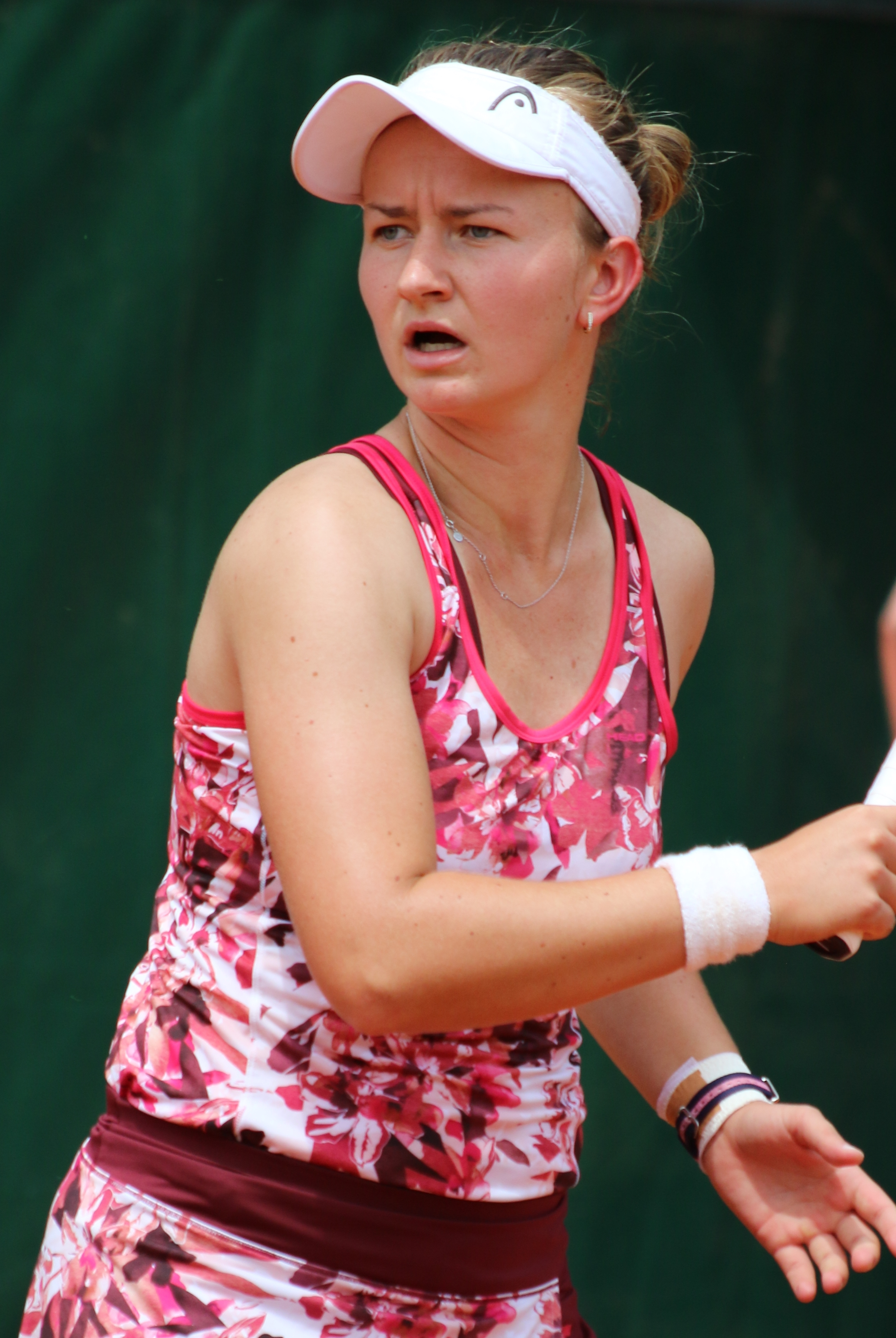
Barbora Krejčíková ha vinto l'Open di Francia 2021

Barbora Krejčíková ha perso al secondo turno nei primi quattro tornei del 2021. A Dubai, ha raggiunto la finale senza perdere un set ma ha perso contro Muguruza. Dopo aver perso al primo turno a Madrid contro Paula Badosa e al terzo turno a Roma contro Iga Swiatek non ha perso un match nelle successive otto settimane vincendo il primo titolo WTA a Strasburgo e il primo Slam in singolare al Roland Garros salvando matchpoint contro Sakkari in semifinale. Barty a Wimbledon ha fermato la sua striscia di vittorie nel quarto turno. La ceca ha successivamente vinto il suo terzo titolo a Praga e dopo aver perso al terzo turno alle Olimpiadi ha raggiunto i quarti di finale a Cincinnati e allo US Open. Ha partecipato alle BJK Cup Finals a Praga uscendo con la sua squadra nel Round Robin.
Il 4 ottobre Karolína Plíšková si aggiudica il quarto posto per il torneo di fine anno.

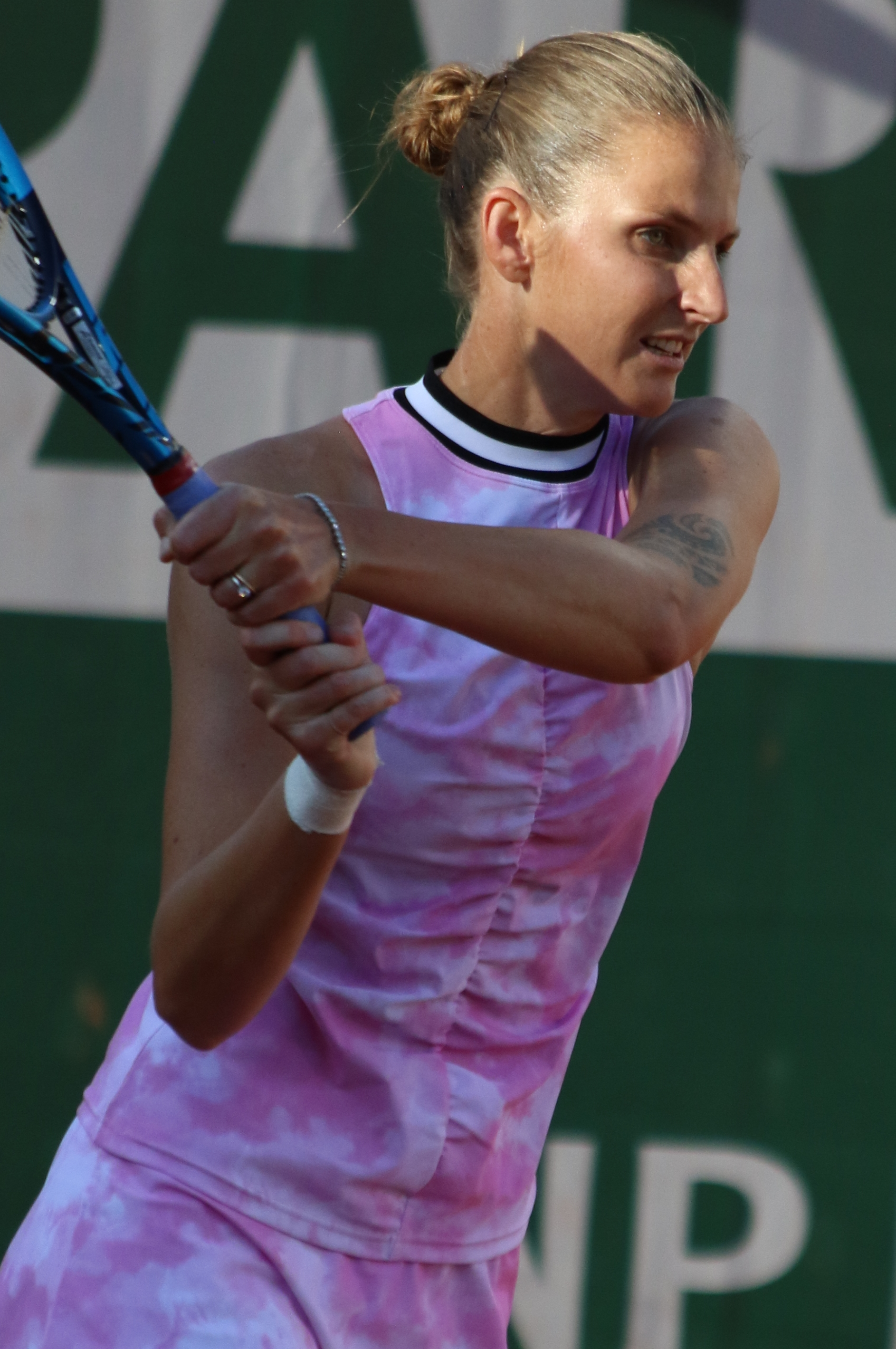
Karolína Plíšková ha disputato la sua seconda finale Slam a Wimbledon 2021

Karolína Plíšková è partita molto male nel 2021 perdendo contro Karolína Muchová nel terzo turno dell'Australian Open e contro Jessica Pegula nei primi turni di Doha, Dubai, e Miami. Plíšková è arrivata in finale a Roma ma ha perso contro Iga Świątek, 6–0 6–0. Ha perso contro Sloane Stephens nel secondo turno del Roland Garris e non è riuscita ha difendere il titolo di Eastbourne. Entrata a Wimbledon fuori dalla top 10 per la prima volta dal 2016, è arrivata in finale perdendo contro Ashleigh Barty in tre set. Dopo aver perso contro Camila Giorgi nel secondo round delle Olimpiadi, nell'estate americana Plíšková è arrivata in finale a Montréal (perdendo di nuovo contro Giorgi), in semifinale a Cincinnati, e ai quarti degli US Open (perdendo contro Maria Sakkari). Ha perso nel terzo turno di Indian Wells contro Beatriz Haddad Maia. 
Maria Sakkarī è la quinta a qualificarsi il 21 ottobre.

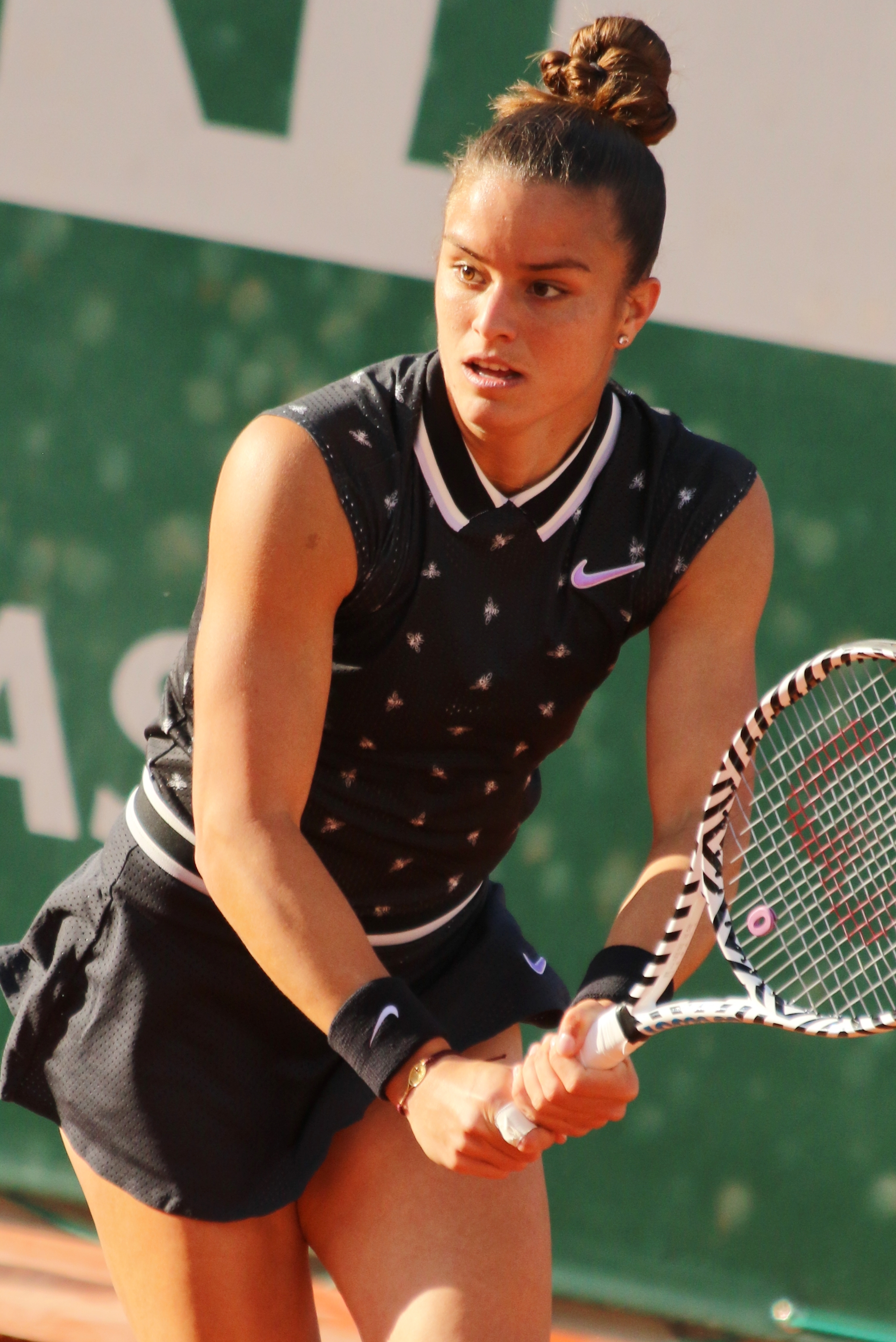
Maria Sakkarī ha raggiunto due semifinali Slam

Maria Sakkari ha iniziato bene la stagione raggiungendo la semifinale ad Abu Dhabi e al Melbourne's Grampians Trophy. Ha perso al primo turno agli Australian Open e ai quarti a Doha. A Miami, ha chiuso la striscia di 23 vittorie consecutive di Naomi Osaka prima di perdere in semifinale. La stagione sulla terra ha il suo picco nella prima semifinale Slam al Roland Garros dove ha perso 7–9 nel terzo set contro la futura campionessa Krejčíková. ha  perso nel secondo turno a Wimbledon contro Shelby Rogers. Allo US Open, Sakkari ha sconfitto Petra Kvitová, Bianca Andreescu and Karolína Plíšková per raggiungere la sua seconda semifinale slam dell'anno dove ha perso contro la futura campionessa Emma Raducanu. Nella stagione indoor ha raggiunto la finale a Ostrava, perdendo contro Anett Kontaveit, e la semifinale a Mosca dove è stata costretta al ritiro contro Ekaterina Alexandrova.
Iga Świątek, Garbiñe Muguruza e Paula Badosa si aggiungono tra le qualificate il 25 ottobre.

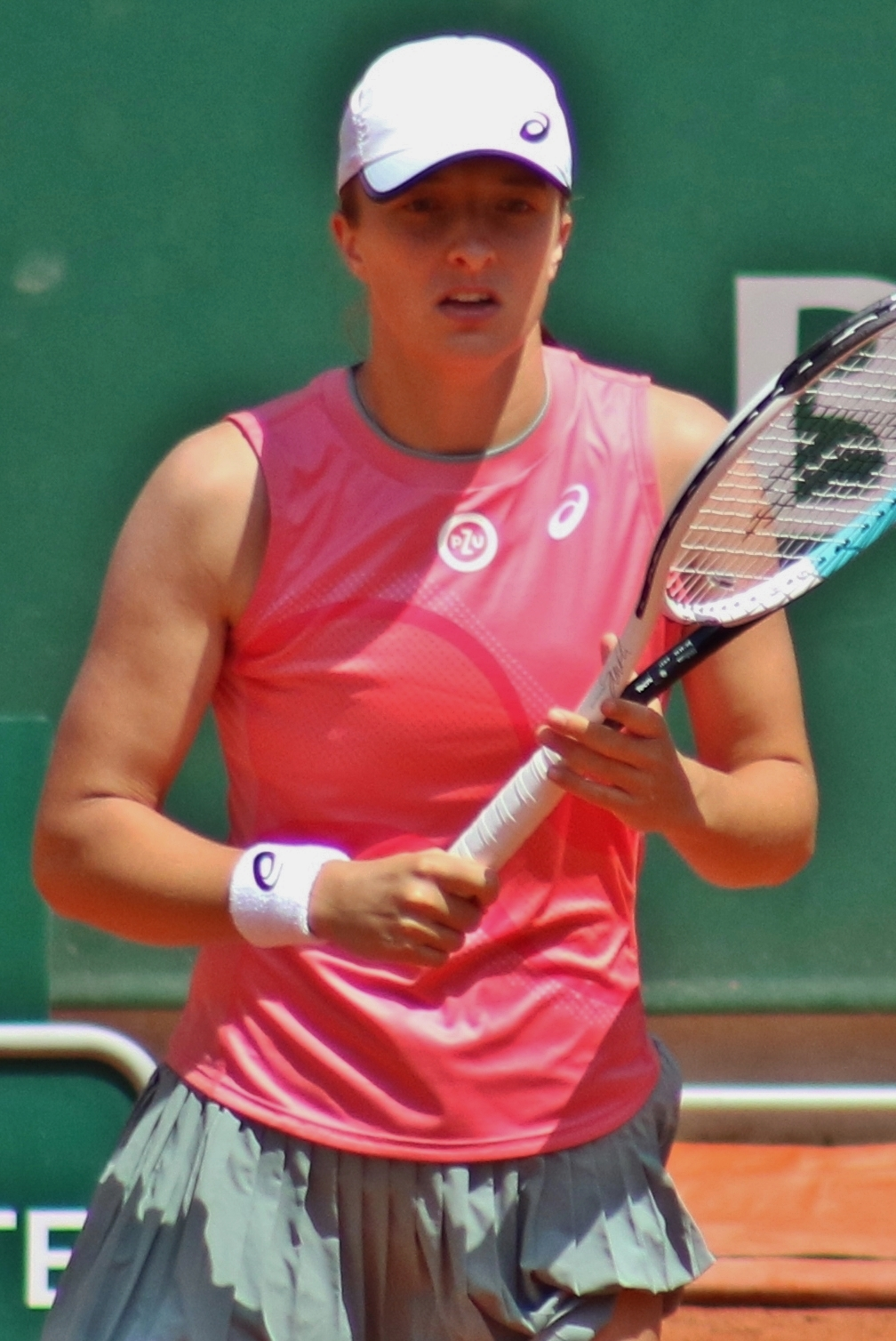
Iga Świątek si è spinta fino alla seconda settimana di tutti e quattro gli Slam della stagione e ha vinto due titoli

Iga Świątek è l'unica giocatrice ad aver raggiunto la seconda settimana in tutti e quattro gli slam anche se solo al Roland Garros ha superato il quarto turno perdendo contro Maria Sakkari nei quarti di finale. Nel resto della stagione ha vinto il suo secondo titolo WTA ad Adelaide battendo Bencic in finale, dopo tre sconfitte al terzo turno a Dubai, Miami e Madrid la polacca ha vinto il suo terzo titolo a Roma. Alle Olimpiadi ha perso al secondo turno contro Paula Badosa mentre in autunno ha perso in semifinale a Ostrava contro Sakkari e a Indian Wells contro Ostapenko.

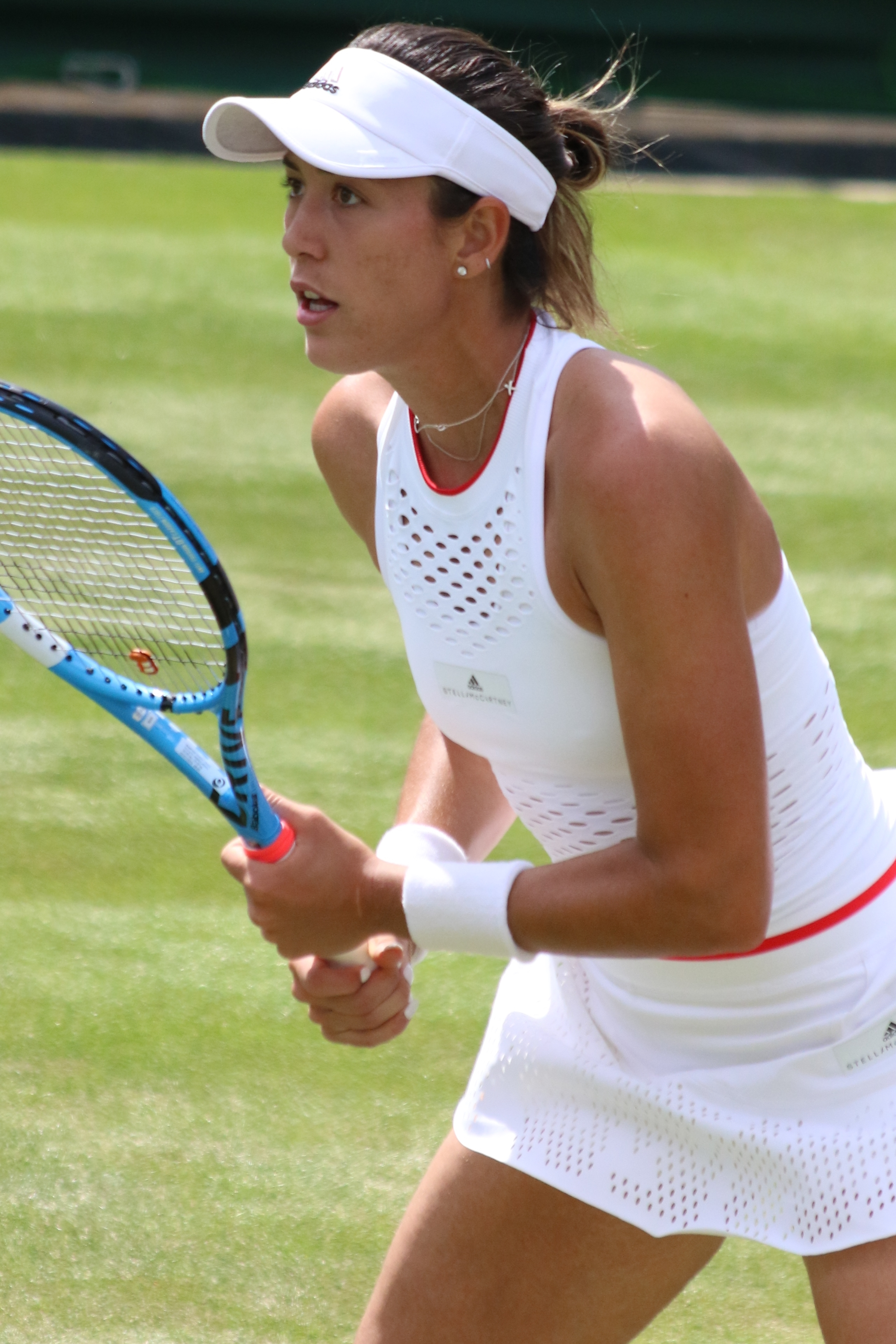
Garbiñe Muguruza si è aggiudicata due titoli su quattro finali

Garbiñe Muguruza ha perso in finale nel suo secondo torneo della stagione Melbourne's Yarra Valley Classic contro Barty. Agli Australian Open ha perso in tre set al quarto turno contro la futura campionessa Naomi Osaka. Ha raggiunto la finale a Doha e Dubai perdendo la prima contro Kvitova e vincendo la seconda contro Krejčíková. A Miami ha perso al terzo turno contro Bianca Andreescu mentre a Charleston ha subito un infortunio che ha pregiudicato la stagione sulla terra rossa, infatti ha saltato il torneo di casa di Madrid e ha perso al terzo e al primo turno rispettivamente a Roma e a Parigi. Sull'erba ha raggiunto i quarti a Berlino e il terzo turno a Wimbledon perdendo contro Ons Jabeur. In Nord America ha perso al primo turno contro Kateřina Siniaková a Montréal e al terzo e al quarto turno rispettivamente a Cincinnati e agli US Open contro Krejčíková in entrambi i tornei. Ha vinto il suo nono titolo WTA a Chicago battendo Jabeur in finale, ha perso al primo turno a Indian Wells e ha chiuso la stagione a Mosca perdendo contro Kontaveit ai quarti.

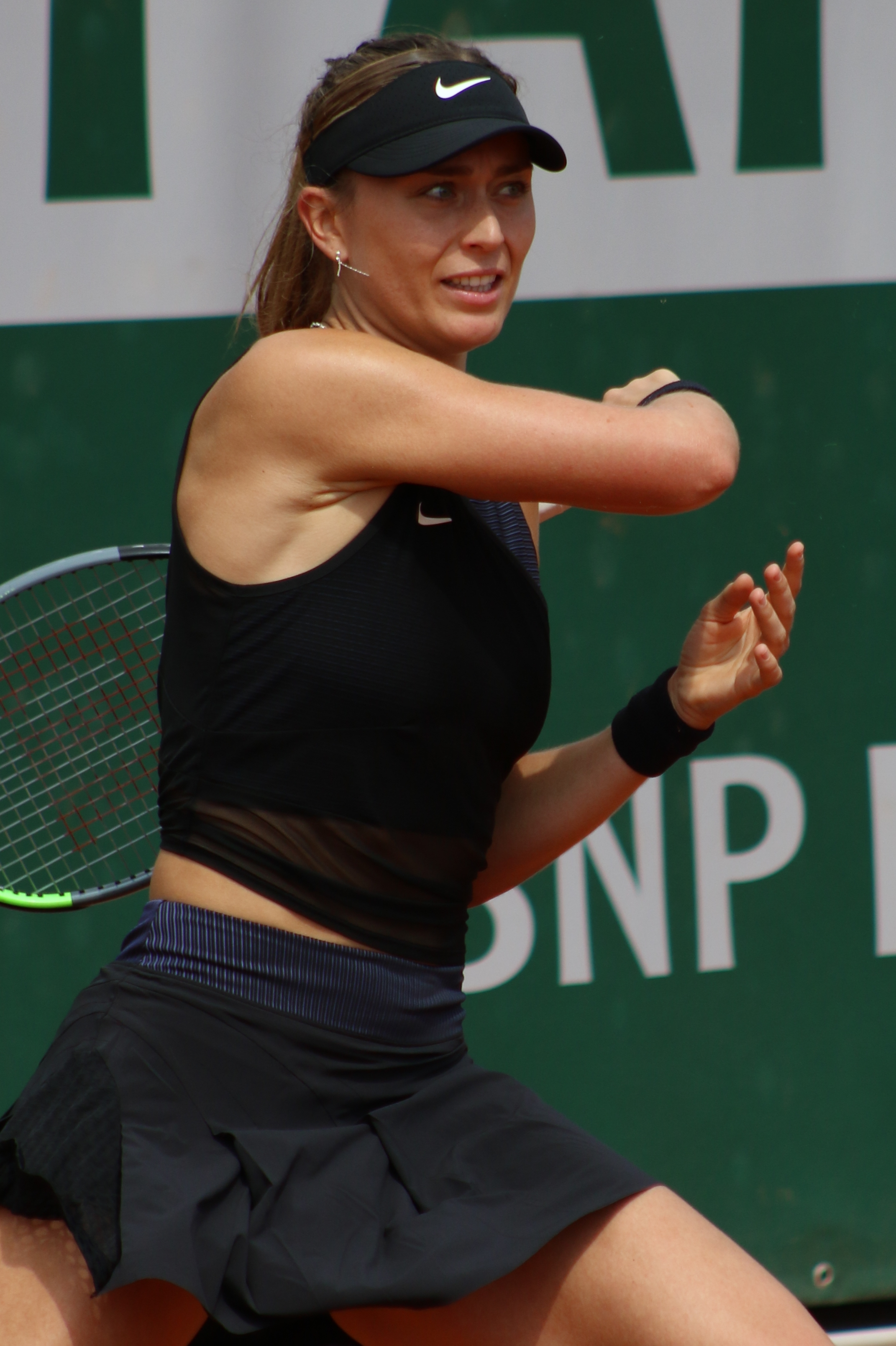
Paula Badosa ha disputato un quarto di finale Slam e vinto due titoli

Paula Badosa dopo un inizio di stagione balbettante (primo turno agli Australian Open e a Miami) ha giocato una stagione sulla terra ottima battendo la numero 1 del mondo Barty per raggiungere la semifinale a Charleston, è diventata la prima tennista di casa a giocare la semifinale a Madrid e ha vinto il suo primo titolo WTA a Belgrado senza perdere un set. Al Roland Garros ha raggiunto i primi quarti Slam della sua carriera perdendo contro Tamara Zidanšek 6–8 nel terzo set. Ha raggiunto il quarto turno a Wimbledon perdendo contro Karolína Muchová. Raggiunge i quarti alle Olimpiadi e a Cincinnati, ma si è dovuta ritirare in entrambi i casi (colpo di calore a Tokyo, dolore a una spalla negli USA). Non al 100% agli US Open perde al secondo turno contro Varvara Gracheva. Dopo una sconfitta al secondo turno ad Ostrava, Badosa ha vinto il secondo e più importante titolo della carriera a Indian Wells, con vittorie contro Dayana Yastremska, Coco Gauff, Krejćíková, Angelique Kerber, Ons Jabeur e Victoria Azarenka (prima spagnola a vincere nel tennis paradise).
In seguito al ritiro di Barty, Anett Kontaveit si aggiudica l'ultimo posto disponibile e completa il quadro delle qualificate il 31 ottobre.

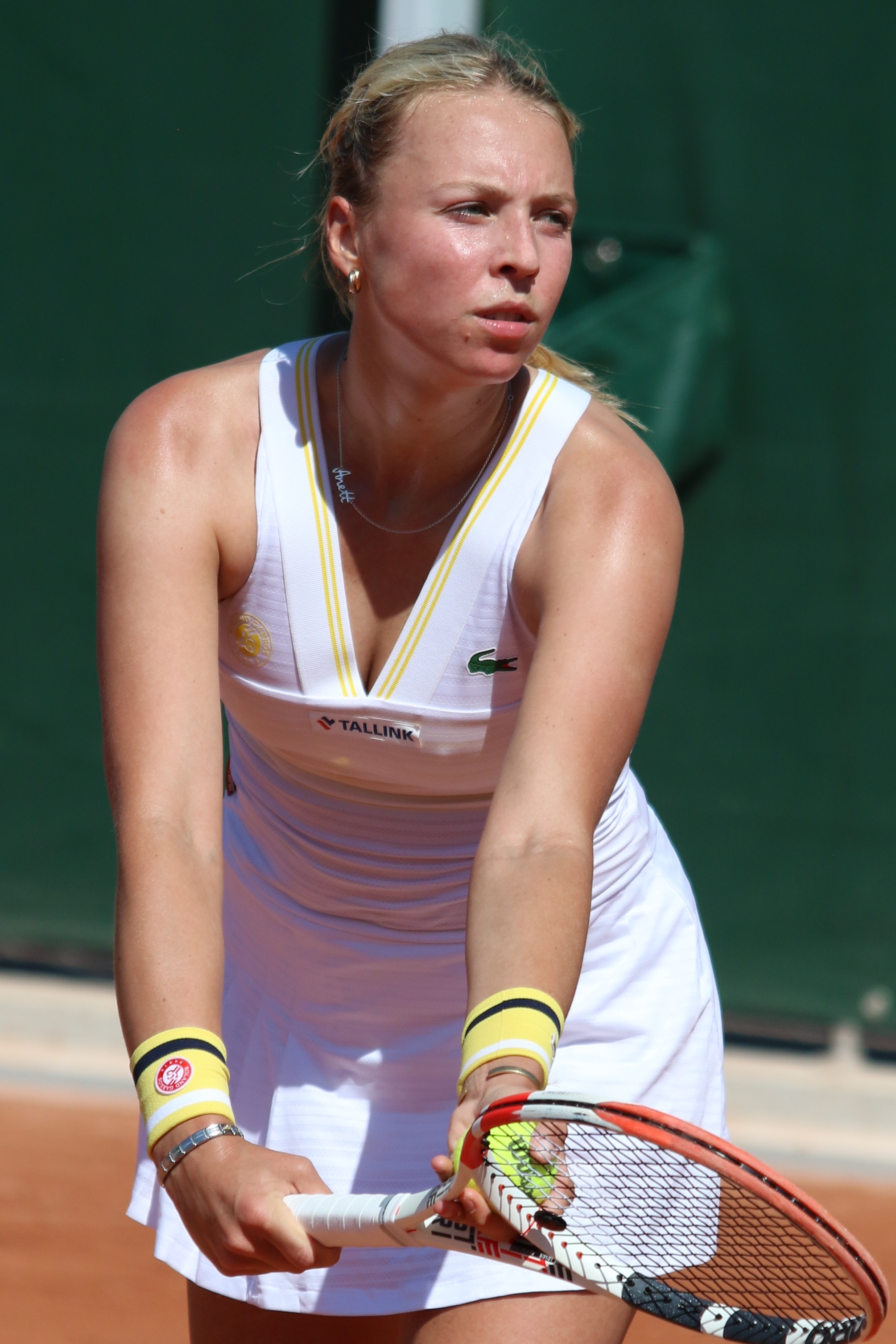
Anett Kontaveit è la tennista ad aver disputato più finali in stagione (6)

Anett Kontaveit ha raggiunto la prima finale dell'anno al Grampians Trophy a Melbourne che però non è stata giocata. Ha perso contro Shelby Rogers al terzo turno agli Australian Open, e ha raggiunto i quarti a Doha, perdendo contro Petra Kvitová, e il terzo turno a Dubai perdendo contro Aryna Sabalenka. A Miami ha perso contro Elise Mertens al terzo turno. Dopo aver perso contro Sakkari al secondo turno di Madrid non ha giocato Roma e ha perso contro Iga Świątek al Roland Garros. Ha raggiunto la finale a Eastbourne perdendo contro Jeļena Ostapenko dopo aver battuto la No. 7 Bianca Andreescu, dopo questo buon torneo ha perso quattro match di fila a Wimbledon, alle Olimpiadi, a Montréal e a Cincinnati. Ha iniziato a lavorare con Dmitry Tursunov nel mese di agosto, e ha subito vinto il primo titolo dal 2017 a Cleveland battendo Begu nella finale prima di perdere contro Świątek nel terzo turno degli US Open. Ha vinto il titolo a Ostrava senza perdere un set, battendo Paula Badosa, Belinda Bencic, Kvitová, e Sakkari, prima di raggiungere i quarti a Indian Wells perdendo contro Ons Jabeur. Successivamente ha vinto due titoli in fila a Mosca e a Cluj-Napoca, battendo Ekaterina Alexandrova e Simona Halep nelle due finali per superare Ons Jabeur nella Race e qualificarsi.

## Gruppi

### Singolare
Gruppo Chichén Itzá
| TDS | Giocatrice      |
| --- | --------------- |
| 1   | Aryna Sabalenka |
| 4   | Maria Sakkari   |
| 5   | Iga Świątek     |
| 7   | Paula Badosa    |

Gruppo Teotihuacán
| TDS | Giocatrice         |
| --- | ------------------ |
| 2   | Barbora Krejčíková |
| 3   | Karolína Plíšková  |
| 6   | Garbiñe Muguruza   |
| 8   | Anett Kontaveit    |

### Doppio
Gruppo El Tajín
| TDS | Giocatrici                            |
| --- | ------------------------------------- |
| 1   | Barbora Krejčíková Kateřina Siniaková |
| 3   | Hsieh Su-wei Elise Mertens            |
| 6   | Alexa Guarachi Desirae Krawczyk       |
| 8   | Sharon Fichman Giuliana Olmos         |

Gruppo Tenochtitlán
| TDS | Giocatrici                   |
| --- | ---------------------------- |
| 2   | Shuko Aoyama Ena Shibahara   |
| 4   | Nicole Melichar Demi Schuurs |
| 5   | Samantha Stosur Zhang Shuai  |
| 7   | Darija Jurak Andreja Klepač  |

## Testa a testa
Le statistiche si riferiscono agli incontri precedenti a questo torneo

### Singolare
|   |                    | Sabalenka | Krejčíková | Plíšková | Sakkari | Świątek | Muguruza | Badosa | Kontaveit | Totale |
| 1 | Aryna Sabalenka    |           | 2–0        | 2–2      | 4–1     | 0–0     | 1–2      | 0–1    | 4–0       | 13–6   |
| 2 | Barbora Krejčíková | 0–2       |            | 0–2      | 3–0     | 0–2     | 2–1      | 0–2    | 0–0       | 5–9    |
| 3 | Karolína Plíšková  | 2–2       | 2–0        |          | 1–2     | 0–1     | 8–2      | 2–0    | 3–0       | 18–7   |
| 4 | Maria Sakkari      | 1–4       | 0–3        | 2–1      |         | 2–0     | 1–1      | 0–0    | 6–5       | 12–14  |
| 5 | Iga Świątek        | 0–0       | 2–0        | 1–0      | 0–2     |         | 0–1      | 0–1    | 2–2       | 5–6    |
| 6 | Garbiñe Muguruza   | 2–1       | 1–2        | 2–8      | 1–1     | 1–0     |          | 0–0    | 2–2       | 9–14   |
| 7 | Paula Badosa       | 1–0       | 2–0        | 0–2      | 0–0     | 1–0     | 0–0      |        | 0–1       | 4–3    |
| 8 | Anett Kontaveit    | 0–4       | 0–0        | 0–3      | 5–6     | 2–2     | 2–2      | 1–0    |           | 10–17  |

### Doppio
|   |                                       | Krejčíková Siniaková | Aoyama Shibahara | Hsieh Mertens | Melichar Schuurs | Stosur Zhang | Guarachi Krawczyk | Jurak Klepač | Fichman Olmos | Totale |
| 1 | Barbora Krejčíková Kateřina Siniaková |                      | 0–0              | 0–0           | 0–0              | 0–2          | 0–0               | 0–0          | 1–0           | 1–2    |
| 2 | Shuko Aoyama Ena Shibahara            | 0–0                  |                  | 0–2           | 2–1              | 0–1          | 0–1               | 0–1          | 1–2           | 3–8    |
| 3 | Hsieh Su-wei Elise Mertens            | 0–0                  | 2–0              |               | 0–0              | 0–0          | 0–0               | 0–0          | 0–1           | 2–1    |
| 4 | Nicole Melichar-Martinez Demi Schuurs | 0–0                  | 1–2              | 0–0           |                  | 0–1          | 0–0               | 0–0          | 0–0           | 1–3    |
| 5 | Samantha Stosur Zhang Shuai           | 2–0                  | 1–0              | 0–0           | 1–0              |              | 1–0               | 0–0          | 0–0           | 5–0    |
| 6 | Alexa Guarachi Desirae Krawczyk       | 0–0                  | 1–0              | 0–0           | 0–0              | 0–1          |                   | 0–1          | 0–0           | 1–2    |
| 7 | Darija Jurak Andreja Klepač           | 0–0                  | 1–0              | 0–0           | 0–0              | 0–0          | 1–0               |              | 0–0           | 2–0    |
| 8 | Sharon Fichman Giuliana Olmos         | 0–1                  | 2–1              | 1–0           | 0–0              | 0–0          | 0–0               | 0–0          |               | 2–2    |

## Montepremi e punti
Il montepremi totale per le WTA Finals 2021 è di $5,000,000.
| Risultato                | Prize money                                             | Prize money                                           | Punti    |
| Risultato                | Singolare                                               | Doppio2                                               | Punti    |
| ------------------------ | ------------------------------------------------------- | ----------------------------------------------------- | -------- |
| Campionessa              | RR1 + $1,240,000                                        | RR1 + $250,000                                        | RR + 750 |
| Finalista                | RR + $420,000                                           | RR + $80,000                                          | RR + 330 |
| Semifinalista            | RR + $30,000                                            | RR + $0                                               | RR       |
| Vittoria al Round Robin  | +$110,000                                               | +$20,000                                              | 250      |
| Sconfitta al Round Robin | N.D.                                                    | N.D.                                                  | 125      |
| Partecipazione           | 3 match = $110,000 2 match = $90,000 1 match = $70,000  | 3 match = $50,000 2 match = $40,000 1 match = $30,000 | N.D.     |
| Alternates               | 2 match = $80,000 1 match = $60,000 0 matches = $40,000 | 2 match = $ 1 match = $ 0 matches = $                 | N.D.     |

* 1 RR indica il prize money o punti vinti nel girone.
* 2 Prize money per i doppi è per team.
* Una campionessa imbattuta guadagnerebbe 1,500 punti, e $1,680,000 nel singolare o $360,000 nel doppio.

## Calendario

### Giorno 1 (10 novembre)
| Incontri              | Incontri           | Incontri              | Incontri               | Incontri         | Incontri |
| Evento                | Gruppo             | Vincitrice            | Perdente               | Punteggio        |          |
| --------------------- | ------------------ | --------------------- | ---------------------- | ---------------- | -------- |
| Singolare round robin | Gruppo Teotihuacán | Anett Kontaveit [8]   | Barbora Krejčíková [2] | 6-3, 6-4         |          |
| Singolare round robin | Gruppo Teotihuacán | Karolína Plíšková [3] | Garbiñe Muguruza [6]   | 4-6, 6-2, 7-6(6) |          |

| Incontri           | Incontri            | Incontri                         | Incontri                        | Incontri  | Incontri |
| Evento             | Gruppo              | Vincitrici                       | Perdenti                        | Punteggio |          |
| ------------------ | ------------------- | -------------------------------- | ------------------------------- | --------- | -------- |
| Doppio round robin | Gruppo Tenochtitlán | Shuko Aoyama Ena Shibahara [2]   | Darija Jurak Andreja Klepač [7] | 6-0, 6-4  |          |
| Doppio round robin | Gruppo Tenochtitlán | Nicole Melichar Demi Schuurs [4] | Samantha Stosur Zhang Shuai [5] | 6-2, 6-2  |          |

### Giorno 2 (11 novembre)
| Incontri              | Incontri            | Incontri          | Incontri            | Incontri  | Incontri |
| Evento                | Gruppo              | Vincitrice        | Perdente            | Punteggio |          |
| --------------------- | ------------------- | ----------------- | ------------------- | --------- | -------- |
| Singolare round robin | Gruppo Chichén Itzá | Maria Sakkari [4] | Iga Świątek [5]     | 6-4, 6-2  |          |
| Singolare round robin | Gruppo Chichén Itzá | Paula Badosa [7]  | Aryna Sabalenka [1] | 6-4, 6-0  |          |

| Incontri           | Incontri        | Incontri                                  | Incontri                            | Incontri    | Incontri |
| Evento             | Gruppo          | Vincitrici                                | Perdenti                            | Punteggio   |          |
| ------------------ | --------------- | ----------------------------------------- | ----------------------------------- | ----------- | -------- |
| Doppio round robin | Gruppo El Tajín | Hsieh Su-wei Elise Mertens [3]            | Alexa Guarachi Desirae Krawczyk [6] | 7-6(3), 6-2 |          |
| Doppio round robin | Gruppo El Tajín | Barbora Krejčíková Kateřina Siniaková [1] | Sharon Fichman Giuliana Olmos [8]   | 6–4, 6–1    |          |

### Giorno 3 (12 novembre)
| Incontri              | Incontri           | Incontri             | Incontri               | Incontri      | Incontri |
| Evento                | Gruppo             | Vincitrice           | Perdente               | Punteggio     |          |
| --------------------- | ------------------ | -------------------- | ---------------------- | ------------- | -------- |
| Singolare round robin | Gruppo Teotihuacán | Anett Kontaveit [8]  | Karolína Plíšková [3]  | 6-4, 6-0      |          |
| Singolare round robin | Gruppo Teotihuacán | Garbiñe Muguruza [6] | Barbora Krejčíková [2] | 2-6, 6-3, 6-4 |          |

| Incontri           | Incontri            | Incontri                        | Incontri                         | Incontri                | Incontri |
| Evento             | Gruppo              | Vincitrici                      | Perdenti                         | Punteggio               |          |
| ------------------ | ------------------- | ------------------------------- | -------------------------------- | ----------------------- | -------- |
| Doppio round robin | Gruppo Tenochtitlán | Shuko Aoyama Ena Shibahara [2]  | Nicole Melichar Demi Schuurs [4] | 6-4, 7-6(5)             |          |
| Doppio round robin | Gruppo Tenochtitlán | Darija Jurak Andreja Klepač [7] | Samantha Stosur Zhang Shuai [5]  | 6(10)-7, 7-6(4), [10-5] |          |

### Giorno 4 (13 novembre)
| Incontri              | Incontri            | Incontri            | Incontri          | Incontri      | Incontri |
| Evento                | Gruppo              | Vincitrice          | Perdente          | Punteggio     |          |
| --------------------- | ------------------- | ------------------- | ----------------- | ------------- | -------- |
| Singolare round robin | Gruppo Chichén Itzá | Paula Badosa [7]    | Maria Sakkari [4] | 7-6(4), 6-4   |          |
| Singolare round robin | Gruppo Chichén Itzá | Aryna Sabalenka [1] | Iga Świątek [5]   | 2-6, 6-2, 7-5 |          |

| Incontri           | Incontri        | Incontri                                  | Incontri                          | Incontri         | Incontri |
| Evento             | Gruppo          | Vincitrici                                | Perdenti                          | Punteggio        |          |
| ------------------ | --------------- | ----------------------------------------- | --------------------------------- | ---------------- | -------- |
| Doppio round robin | Gruppo El Tajín | Barbora Krejčíková Kateřina Siniaková [1] | Hsieh Su-wei Elise Mertens [3]    | 6-3, 6-1         |          |
| Doppio round robin | Gruppo El Tajín | Alexa Guarachi Desirae Krawczyk [6]       | Sharon Fichman Giuliana Olmos [8] | 0–6, 6–3, [11-9] |          |

### Giorno 5 (14 novembre)
| Incontri              | Incontri           | Incontri              | Incontri               | Incontri      | Incontri |
| Evento                | Gruppo             | Vincitrice            | Perdente               | Punteggio     |          |
| --------------------- | ------------------ | --------------------- | ---------------------- | ------------- | -------- |
| Singolare round robin | Gruppo Teotihuacán | Karolína Plíšková [3] | Barbora Krejčíková [2] | 0-6, 6-4, 6-4 |          |
| Singolare round robin | Gruppo Teotihuacán | Garbiñe Muguruza [6]  | Anett Kontaveit [8]    | 6-4, 6-4      |          |

| Incontri           | Incontri            | Incontri                         | Incontri                        | Incontri         | Incontri |
| Evento             | Gruppo              | Vincitrici                       | Perdenti                        | Punteggio        |          |
| ------------------ | ------------------- | -------------------------------- | ------------------------------- | ---------------- | -------- |
| Doppio round robin | Gruppo Tenochtitlán | Samantha Stosur Zhang Shuai [5]  | Shuko Aoyama Ena Shibahara [2]  | 4-6, 6-3, [10-7] |          |
| Doppio round robin | Gruppo Tenochtitlán | Nicole Melichar Demi Schuurs [4] | Darija Jurak Andreja Klepač [7] | 6-4, 3-6, [10-2] |          |

### Giorno 6 (15 novembre)
| Incontri              | Incontri            | Incontri          | Incontri            | Incontri            | Incontri |
| Evento                | Gruppo              | Vincitrice        | Perdente            | Punteggio           |          |
| --------------------- | ------------------- | ----------------- | ------------------- | ------------------- | -------- |
| Singolare round robin | Gruppo Chichén Itzá | Iga Świątek [5]   | Paula Badosa [7]    | 7-5, 6-4            |          |
| Singolare round robin | Gruppo Chichén Itzá | Maria Sakkari [4] | Aryna Sabalenka [1] | 7-6(1), 6(6)-7, 6-3 |          |

| Incontri           | Incontri        | Incontri                                  | Incontri                            | Incontri            | Incontri |
| Evento             | Gruppo          | Vincitrici                                | Perdenti                            | Punteggio           |          |
| ------------------ | --------------- | ----------------------------------------- | ----------------------------------- | ------------------- | -------- |
| Doppio round robin | Gruppo El Tajín | Barbora Krejčíková Kateřina Siniaková [1] | Alexa Guarachi Desirae Krawczyk [6] | 5-7, 7-6(4), [10-7] |          |
| Doppio round robin | Gruppo El Tajín | Hsieh Su-wei Elise Mertens [3]            | Sharon Fichman Giuliana Olmos [8]   | 6–4, 7–6(3)         |          |

### Giorno 7 (16 novembre)
| Incontri             | Incontri   | Incontri             | Incontri          | Incontri      | Incontri |
| Evento               | Gruppo     | Vincitrice           | Perdente          | Punteggio     |          |
| -------------------- | ---------- | -------------------- | ----------------- | ------------- | -------- |
| Singolare semifinale | Semifinale | Garbiñe Muguruza [6] | Paula Badosa [7]  | 6–3, 6-3      |          |
| Singolare semifinale | Semifinale | Anett Kontaveit [8]  | Maria Sakkari [4] | 6-1, 3–6, 6–3 |          |

| Incontri          | Incontri   | Incontri                                  | Incontri                         | Incontri         | Incontri |
| Evento            | Gruppo     | Vincitrici                                | Perdenti                         | Punteggio        |          |
| ----------------- | ---------- | ----------------------------------------- | -------------------------------- | ---------------- | -------- |
| Doppio semifinale | Semifinale | Barbora Krejčíková Kateřina Siniaková [1] | Nicole Melichar Demi Schuurs [4] | 3–6, 6–3, [10–6] |          |
| Doppio semifinale | Semifinale | Hsieh Su-wei Elise Mertens [3]            | Shuko Aoyama Ena Shibahara [2]   | 6–2, 6–2         |          |

### Giorno 8 (17 novembre)
| Incontri         | Incontri | Incontri                                  | Incontri                       | Incontri  | Incontri |
| Evento           | Gruppo   | Vincitrice                                | Perdente                       | Punteggio |          |
| ---------------- | -------- | ----------------------------------------- | ------------------------------ | --------- | -------- |
| Doppio finale    | Finale   | Barbora Krejčíková Kateřina Siniaková [1] | Hsieh Su-wei Elise Mertens [3] | 6–3, 6-4  |          |
| Singolare finale | Finale   | Garbiñe Muguruza                          | Anett Kontaveit                | 6-3, 7-5  |          |

## Campionesse

### Singolare
Garbiñe Muguruza ha sconfitto in finale  Anett Kontaveit con il punteggio di 6-3, 7-5

### Doppio
Barbora Krejčíková /  Kateřina Siniaková hanno sconfitto in finale  Hsieh Su-wei /  Elise Mertens con il punteggio di 6-3, 6-4.